# Albina Kamoliddinowa
Albina Kamoliddinowa (tadż. Албина Камолиддинова; ur. 24 stycznia 1969 w dystrykcie Rudaki w Tadżyckiej SRR) – tadżycka łuczniczka, olimpijka. 
Na igrzyskach w Pekinie (2008) wystąpiła w zawodach indywidualnych, zajmując 45. miejsce (ex aequo z dwoma zawodniczkami) wśród 64 łuczniczek (wg Międzynarodowej Federacji Łuczniczej było to 42. miejsce).
Uczestniczyła również w mistrzostwach świata. Na mistrzostwach świata w Madrycie (2005) była indywidualnie na 90. miejscu, a w zawodach drużynowych zajęła 21. miejsce. Dwa lata później w Lipsku została sklasyfikowana na 87. miejscu w zawodach indywidualnych.